# فرناندو بانياجوا
فرناندو بانياجوا (بالإسبانية: Fernando Paniagua)‏ هو لاعب كرة قدم كوستاريكي في مركز الوسط، ولد في 9 سبتمبر 1988 في نيكوجا في كوستاريكا. شارك مع منتخب كوستاريكا لكرة القدم. أما مع النوادي، فقد لعب مع ديبورتيفو سابريسا ونادي ستارت.

## وصلات خارجية
- فرناندو بانياجوا على موقع قاعدة بيانات كرة القدم.إي يو (الإنجليزية)
- فرناندو بانياجوا على موقع Soccerway.com (الإنجليزية)